# Liga MX (Apertura 2013)
Liga MX 2013/2014 (Apertura) – 90. edycja rozgrywek najwyższej w hierarchii ligi piłkarskiej w Meksyku (35. edycja licząc od wprowadzenia półrocznych sezonów). Rozgrywki odbyły się jesienią; pierwszy mecz rozegrano 19 lipca, zaś ostatni (finał) 15 grudnia. Toczone były systemem ligowo pucharowym – najpierw wszystkie osiemnaście zespołów rywalizowało ze sobą podczas regularnego sezonu, a po jego zakończeniu osiem najlepszych drużyn zakwalifikowało się do fazy play-off, która wyłoniła mistrza kraju.
Mistrzostwo Meksyku (szóste w swojej historii) zdobył Club León; był to pierwszy tytuł mistrzowski tego zespołu od dwudziestu jeden lat. Tytułu mistrzowskiego bronił Club América. W roli beniaminka wystąpiła drużyna Tiburones Rojos de Veracruz, która wykupiła licencję zwycięzcy drugiej ligi (CF La Piedad). Tytuł króla strzelców sezonu zdobył natomiast Paragwajczyk Pablo Velázquez z zespołu Deportivo Toluca z dwunastoma golami na koncie.
Sezon ten był pierwszym w historii meksykańskiej piłki, w którym rozgrywki ligowe posiadały sponsora tytularnego, nosząc oficjalną nazwę Liga Bancomer MX. Przed sezonem nastąpiła seria zmian licencyjnych w rozgrywkach – spadkowicz Querétaro FC pozostał w lidze, kupując licencję Jaguares de Chiapas, San Luis FC przeniósł się do Tuxtla Gutiérrez i zmienił nazwę na Chiapas FC, zaś drugoligowy Tiburones Rojos de Veracruz kupił licencję beniaminka CF La Piedad.

## Kluby

### Stadiony i lokalizacje
| Klub          | Miasto           | Stan             | Stadion                        | Pojemność | Zdjęcie |
| ------------- | ---------------- | ---------------- | ------------------------------ | --------- | ------- |
| Club América  | m. Meksyk        | Distrito Federal | Estadio Azteca                 | 105 064   |         |
| Atlante       | Cancún           | Quintana Roo     | Estadio Andrés Quintana Roo    | 20 000    |         |
| Atlas         | Guadalajara      | Jalisco          | Estadio Jalisco                | 63 163    |         |
| Chiapas       | Tuxtla Gutiérrez | Chiapas          | Estadio Víctor Manuel Reyna    | 31 500    |         |
| Cruz Azul     | m. Meksyk        | Distrito Federal | Estadio Azul                   | 35 161    |         |
| Guadalajara   | Guadalajara      | Jalisco          | Estadio Omnilife               | 49 850    |         |
| León          | León             | Guanajuato       | Estadio León                   | 27 000    |         |
| Monterrey     | Monterrey        | Nuevo León       | Estadio Tecnológico            | 36 485    |         |
| Morelia       | Morelia          | Michoacán        | Estadio Morelos                | 35 869    |         |
| Pachuca       | Pachuca          | Hidalgo          | Estadio Hidalgo                | 30 000    |         |
| Puebla        | Puebla           | Puebla           | Estadio Cuauhtémoc             | 42 649    |         |
| Pumas UNAM    | m. Meksyk        | Distrito Federal | Estadio Olímpico Universitario | 68 954    |         |
| Querétaro     | Querétaro        | Querétaro        | Estadio Corregidora            | 35 575    |         |
| Santos Laguna | Torreón          | Coahuila         | Estadio Corona                 | 30 000    |         |
| Tigres UANL   | Monterrey        | Nuevo León       | Estadio Universitario          | 45 000    |         |
| Tijuana       | Tijuana          | Kalifornia Dolna | Estadio Caliente               | 33 333    |         |
| Toluca        | Toluca           | Meksyk           | Estadio Nemesio Díez           | 26 000    |         |
| Veracruz      | Veracruz         | Veracruz         | Estadio Luis „Pirata” Fuente   | 30 000    |         |

### Trenerzy, kapitanowie, sponsorzy
| Klub          | Trener                 | Trener               | Kapitan              | . | Sponsor techniczny | Sponsor na koszulce   |
| ------------- | ---------------------- | -------------------- | -------------------- | - | ------------------ | --------------------- |
| Club América  | Miguel Herrera         | od 15 listopada 2011 | Aquivaldo Mosquera   | . | Nike               | Bimbo                 |
| Atlante       | Wilson Graniolatti     | od 4 czerwca 2013    | José Daniel Guerrero | . | Kappa              | Cancún                |
| Atlas         | Omar Asad              | od 2 czerwca 2013    | Leandro Cufré        | . | Nike               | Casas Javer           |
| Chiapas       | Sergio Bueno           | od 5 czerwca 2013    | Javier Muñoz Mustafá | . | Pirma              | Soriana               |
| Cruz Azul     | Guillermo Vázquez      | od 24 maja 2012      | Gerardo Torrado      | . | Umbro              | Cemento Cruz Azul     |
| Guadalajara   | Benjamín Galindo       | od 3 stycznia 2013   | Héctor Reynoso       | . | Adidas             | Bimbo                 |
| León          | Gustavo Matosas        | od 20 sierpnia 2011  | Rafael Márquez       | . | Pirma              | Caja Popular Mexicana |
| Monterrey     | Víctor Manuel Vucetich | od 9 stycznia 2009   | José María Basanta   | . | Nike               | Bimbo                 |
| Morelia       | Carlos Bustos          | od 18 lutego 2013    | Federico Vilar       | . | Joma               | Bridgestone           |
| Pachuca       | Gabriel Caballero      | od 15 listopada 2012 | Óscar Pérez          | . | Nike               | Cementos Fortaleza    |
| Puebla        | Manuel Lapuente        | od 4 grudnia 2012    | Luis Miguel Noriega  | . | Pirma              | Coca-Cola             |
| Pumas UNAM    | Antonio Torres Servín  | od 16 listopada 2012 | Darío Verón          | . | Puma               | Banamex               |
| Querétaro     | Ignacio Ambríz         | od 4 lutego 2013     | Marco Jiménez        | . | Pirma              | Libertad              |
| Santos Laguna | Pedro Caixinha         | od 20 listopada 2012 | Oswaldo Sánchez      | . | Puma               | Soriana               |
| Tigres UANL   | Ricardo Ferretti       | od 19 maja 2010      | Lucas Lobos          | . | Adidas             | Cemex                 |
| Tijuana       | Jorge Almirón          | od 31 maja 2013      | Javier Gandolfi      | . | Nike               | Caliente              |
| Toluca        | José Cardozo           | od 7 maja 2013       | Paulo da Silva       | . | Under Armour       | Banamex               |
| Veracruz      | Juan Antonio Luna      | od 24 maja 2013      | Jehu Chiapas         | . | Kappa              | Winpot Casino         |

### Zmiany trenerów
| Klub               | Były trener            | Data odejścia        | Powód odejścia                                               | Nowy trener         | Data zatrudnienia    |
| ------------------ | ---------------------- | -------------------- | ------------------------------------------------------------ | ------------------- | -------------------- |
| Przed sezonem      |                        |                      |                                                              |                     |                      |
| Toluca             | Enrique Meza           | 1 maja 2013          | Koniec kontraktu                                             | José Cardozo        | 7 maja 2013          |
| Atlante            | Daniel Guzmán          | 6 maja 2013          | Koniec kontraktu                                             | Wilson Graniolatti  | 4 czerwca 2013       |
| Atlas              | Tomás Boy              | 13 maja 2013         | Rezygnacja                                                   | Omar Asad           | 2 czerwca 2013       |
| Jaguares/Chiapas   | José Guadalupe Cruz    | 20 maja 2013         | Rozwiązanie klubu                                            | Sergio Bueno        | 5 czerwca 2013       |
| La Piedad/Veracruz | Cristóbal Ortega       | 24 maja 2013         | Rezygnacja                                                   | Juan Antonio Luna   | 24 maja 2013         |
| Tijuana            | Antonio Mohamed        | 31 maja 2013         | Koniec kontraktu                                             | Jorge Almirón       | 31 maja 2013         |
| W trakcie sezonu   |                        |                      |                                                              |                     |                      |
| Puebla             | Manuel Lapuente        | 13 sierpnia 2013     | Zwolnienie                                                   | Rubén Omar Romano   | 13 sierpnia 2013     |
| Guadalajara        | Benjamín Galindo       | 18 sierpnia 2013     | Zwolnienie                                                   | Juan Carlos Ortega  | 19 sierpnia 2013     |
| Monterrey          | Víctor Manuel Vucetich | 25 sierpnia 2013     | Zwolnienie                                                   | José Guadalupe Cruz | 26 sierpnia 2013     |
| Atlante            | Wilson Graniolatti     | 2 września 2013      | Rozwiązanie kontraktu za porozumieniem stron                 | Rubén Israel        | 4 września 2013      |
| Pachuca            | Gabriel Caballero      | 2 września 2013      | Rezygnacja                                                   | Enrique Meza        | 4 września 2013      |
| Pumas UNAM         | Antonio Torres Servín  | 2 września 2013      | Zwolnienie                                                   | José Luis Trejo     | 4 września 2013      |
| Atlas              | Omar Asad              | 6 października 2013  | Zwolnienie                                                   | José Luis Mata      | 7 października 2013  |
| Club América       | Miguel Herrera         | 18 października 2013 | Objęcie stanowiska tymcz. selekcjonera reprezentacji Meksyku | Álvaro Galindo      | 23 października 2013 |
| Club América       | Álvaro Galindo         | 22 listopada 2013    | Trener tymczasowy                                            | Miguel Herrera      | 22 listopada 2013    |

## Regularny sezon

### Tabela
| Lp | Drużyna       | M  | Z  | R | P  | Bramki | Bramki | +/– | Pkt | Uwagi                    | Kwalifikacja       |
| -- | ------------- | -- | -- | - | -- | ------ | ------ | --- | --- | ------------------------ | ------------------ |
| 1  | Club América  | 17 | 11 | 4 | 2  | 31     | 12     | +19 | 37  | Wejście do fazy play-off |                    |
| 2  | Santos Laguna | 17 | 9  | 6 | 2  | 32     | 20     | +12 | 33  | Wejście do fazy play-off | Copa Libertadores  |
| 3  | León          | 17 | 8  | 6 | 3  | 25     | 14     | +11 | 30  | Wejście do fazy play-off | Copa Libertadores  |
| 4  | Cruz Azul     | 17 | 8  | 5 | 4  | 21     | 17     | +4  | 29  | Wejście do fazy play-off |                    |
| 5  | Toluca        | 17 | 6  | 9 | 2  | 33     | 17     | +16 | 27  | Wejście do fazy play-off |                    |
| 6  | Morelia       | 17 | 8  | 3 | 6  | 26     | 23     | +3  | 27  | Wejście do fazy play-off | Copa Libertadores¹ |
| 7  | Querétaro     | 17 | 7  | 5 | 5  | 20     | 19     | +1  | 26  | Wejście do fazy play-off |                    |
| 8  | Tigres UANL   | 17 | 6  | 7 | 4  | 23     | 20     | +3  | 25  | Wejście do fazy play-off |                    |
| 9  | Chiapas       | 17 | 6  | 7 | 4  | 26     | 25     | +1  | 25  |                          |                    |
| 10 | Tijuana       | 17 | 5  | 6 | 6  | 20     | 23     | –3  | 21  |                          |                    |
| 11 | Monterrey     | 17 | 5  | 5 | 7  | 22     | 23     | –1  | 20  |                          |                    |
| 12 | Veracruz      | 17 | 4  | 8 | 5  | 20     | 24     | –4  | 20  |                          |                    |
| 13 | Puebla        | 17 | 4  | 7 | 6  | 19     | 21     | –1  | 19  |                          |                    |
| 14 | Pachuca       | 17 | 3  | 8 | 6  | 14     | 18     | –4  | 17  |                          |                    |
| 15 | Atlas         | 17 | 1  | 9 | 7  | 18     | 29     | –11 | 12  |                          |                    |
| 16 | Guadalajara   | 17 | 2  | 6 | 9  | 16     | 30     | –14 | 12  |                          |                    |
| 17 | Atlante       | 17 | 3  | 3 | 11 | 17     | 35     | –18 | 12  |                          |                    |
| 18 | Pumas UNAM    | 17 | 1  | 8 | 8  | 8      | 21     | –13 | 11  |                          |                    |

Źródło: MedioTiempo (hiszp.)
Zasady ustalania kolejności: 1. liczba zdobytych punktów w całym cyklu rozgrywek; 2. różnica bramek w całym cyklu rozgrywek; 3. liczba zdobytych bramek w całym cyklu rozgrywek; 4. liczba punktów zdobyta w meczach bezpośrednich; 5. liczba zdobytych bramek w meczach wyjazdowych w całym cyklu rozgrywek; 6. wyższe miejsce w tabeli spadkowej; 7. wyższe miejsce w klasyfikacji Fair Play.
Objaśnienia:
¹ Ponieważ pierwszy (América), czwarty (Cruz Azul) i piąty (Toluca) zespół regularnego sezonu brały równocześnie udział w Lidze Mistrzów CONCACAF, miejsca w rozgrywkach Copa Libertadores zostały przydzielone drugiemu (Santos Laguna), trzeciemu (León) i szóstemu (Morelia) zespołowi regularnego sezonu.

### Miejsca po danych kolejkach
| Drużyna/ Kolejka | 1            | 2   | 3    | 4    | 5   | 6   | 7   | 8   | 9   | 10  | 11  | 12  | 13  | 14  | 15  | 16 | 17 |   |
| ---------------- | ------------ | --- | ---- | ---- | --- | --- | --- | --- | --- | --- | --- | --- | --- | --- | --- | -- | -- | - |
| Drużyna/ Kolejka | Club América | 13* | 16** | 15** | 8** | 6** | 4** | 1** | 1** | 1** | 2** | 1** | 1** | 1*  | 1*  | 1* | 1  | 1 |
| Santos Laguna    | 12*          | 6*  | 7*   | 4*   | 4*  | 3*  | 6*  | 7*  | 8*  | 6*  | 6*  | 4*  | 4*  | 2*  | 2*  | 2  | 2  |   |
| León             | 4            | 1   | 2    | 3    | 3   | 6   | 2   | 3   | 3   | 3   | 2   | 2   | 2   | 3   | 3   | 4  | 3  |   |
| Cruz Azul        | 3            | 8   | 8    | 11   | 9   | 5   | 4   | 6   | 4   | 7   | 8   | 7   | 6   | 5   | 5   | 3  | 4  |   |
| Toluca           | 16           | 7   | 9    | 7    | 11  | 7   | 5   | 4   | 7   | 8   | 5   | 3   | 3   | 4   | 4   | 5  | 5  |   |
| Morelia          | 1            | 4   | 3    | 2    | 2   | 1   | 3   | 2   | 2   | 1   | 3   | 5   | 5   | 6   | 6   | 7  | 6  |   |
| Querétaro        | 18           | 5   | 5    | 10   | 12  | 12  | 8   | 8   | 5   | 4   | 4   | 8   | 8   | 7   | 8   | 8  | 7  |   |
| Tigres UANL      | 11*          | 17* | 18*  | 13*  | 10* | 13* | 13* | 13* | 13* | 11* | 11* | 10* | 12* | 11* | 10* | 9  | 8  |   |
| Chiapas          | 7            | 9   | 10   | 6    | 7   | 11  | 11  | 9   | 6   | 5   | 7   | 6   | 7   | 8   | 7   | 6  | 9  |   |
| Tijuana          | 6            | 11* | 6*   | 9*   | 8*  | 9*  | 10* | 12* | 10* | 10* | 10* | 12* | 9   | 12  | 12  | 10 | 10 |   |
| Monterrey        | 15           | 14  | 13   | 14   | 15  | 14  | 14  | 14  | 14  | 13  | 12  | 13  | 13  | 14  | 14  | 13 | 11 |   |
| Veracruz         | 8            | 3   | 1    | 1    | 1   | 2   | 7   | 5   | 9   | 9   | 9   | 11  | 11  | 10  | 9   | 12 | 12 |   |
| Puebla           | 10           | 10  | 11   | 15   | 13  | 10  | 12  | 10  | 11  | 12  | 13  | 9   | 10  | 9   | 11  | 11 | 13 |   |
| Pachuca          | 2            | 2   | 4    | 5    | 5   | 8   | 9   | 11  | 12  | 14  | 14  | 14  | 14  | 13  | 13  | 14 | 14 |   |
| Atlas            | 5            | 13  | 12   | 16   | 16  | 16  | 15  | 15  | 15  | 16  | 16  | 16  | 16  | 17  | 15  | 15 | 15 |   |
| Guadalajara      | 14*          | 12* | 16*  | 12*  | 14* | 15* | 16* | 16* | 16* | 15* | 15* | 15* | 17* | 18* | 17* | 16 | 16 |   |
| Atlante          | 17           | 18  | 17   | 18   | 18  | 18  | 18  | 18  | 18  | 18  | 17  | 18  | 15  | 16  | 18  | 18 | 17 |   |
| Pumas UNAM       | 9            | 15  | 14   | 17   | 17  | 17  | 17  | 17  | 17  | 17  | 18  | 17  | 18  | 15  | 16  | 17 | 18 |   |

- * – z jednym zaległym spotkaniem
- ** – z dwoma zaległymi spotkaniami

### Wyniki
| - 1. kolejka: 19–21 lipca 2013 - 2. kolejka: 26–28 lipca 2013 - 3. kolejka: 30–31 lipca 2013 - 4. kolejka: 3–4 sierpnia 2013 - 5. kolejka: 9–11 sierpnia 2013 - 6. kolejka: 16–18 sierpnia 2013 - 7. kolejka: 23–25 sierpnia 2013 - 8. kolejka: 30 sierpnia – 2 września 2013 - 9. kolejka: 6–8 września 2013 | - 10. kolejka: 13–15 września 2013 - 11. kolejka: 20–22 września 2013 - 12. kolejka: 27–29 września 2013 - 13. kolejka: 4–6 października 2013 - 14. kolejka: 18–20 października 2013 - 15. kolejka: 25–27 października 2013 - 16. kolejka: 1–3 listopada 2013 - 17. kolejka: 8–10 listopada 2013 | Zaległe spotkania: - 1. kolejka: 29–30 października 2013 - 2. kolejka: 1 października 2013 |

| Gospodarz / Gość¹ | AME | ATL | ATS | CHI | CAZ | GUA | LEO | MTY | MOR | PAC | PUE | PUM | QRO | SAN | TIG | TIJ | TOL | VER |
| Club América      |     |     | 3:0 | 3:1 |     | 2:0 |     | 1:0 | 3:1 |     | 3:1 |     |     |     |     | 2:0 | 1:1 |     |
| Atlante           | 2:4 |     | 1:1 | 2:0 |     |     |     | 2:1 | 2:2 | 1:1 |     | 1:0 |     | 1:3 |     |     |     | 2:4 |
| Atlas             |     |     |     |     | 1:2 |     | 1:2 |     |     | 1:1 |     | 1:1 | 3:1 | 2:2 | 0:1 |     |     | 3:3 |
| Chiapas           |     |     | 3:0 |     |     | 1:1 |     |     |     | 2:1 | 4:2 | 1:1 |     | 2:1 |     | 3:1 | 0:4 |     |
| Cruz Azul         | 1:1 | 1:0 |     | 1:1 |     | 3:1 | 1:0 | 1:0 | 1:0 |     |     |     | 0:2 |     | 0:1 |     |     |     |
| Guadalajara       |     | 1:0 | 1:1 |     |     |     |     |     |     | 1:3 | 2:4 | 1:0 |     | 0:2 |     | 2:2 | 0:0 | 0:2 |
| León              | 1:1 | 1:0 |     | 0:1 |     | 2:1 |     | 3:1 | 0:0 |     | 3:1 |     |     |     |     | 5:0 | 2:2 |     |
| Monterrey         |     |     | 0:0 | 1:1 |     | 2:1 |     |     |     | 1:0 | 1:1 | 0:1 |     |     |     | 2:1 | 1:1 |     |
| Morelia           |     |     | 2:0 | 2:1 |     | 1:1 |     | 1:3 |     | 4:1 | 1:0 |     |     |     |     | 2:1 | 3:4 |     |
| Pachuca           | 0:1 |     |     |     | 0:0 |     | 1:1 |     |     |     |     | 0:0 | 0:1 | 1:1 | 2:1 |     |     | 1:1 |
| Puebla            |     | 1:0 | 2:0 |     | 1:2 |     |     |     |     | 1:1 |     | 1:1 |     | 1:1 |     | 2:0 | 1:1 | 0:0 |
| Pumas UNAM        | 1:4 |     |     |     | 2:2 |     | 1:1 |     | 0:1 |     |     |     | 0:3 | 0:1 | 0:2 |     |     | 0:0 |
| Querétaro         | 0:0 | 1:0 |     | 1:1 |     | 2:0 | 2:0 | 3:3 | 1:3 |     | 1:0 |     |     |     | 2:2 |     |     |     |
| Santos Laguna     | 2:1 |     |     |     | 3:2 |     | 0:2 | 3:2 | 3:1 |     |     |     | 2:0 |     | 3:0 |     |     | 2:2 |
| Tigres UANL       | 1:0 | 3:1 |     | 2:2 |     | 3:3 | 1:1 | 3:1 | 1:2 |     | 0:0 |     |     |     |     |     | 1:2 |     |
| Tijuana           |     | 4:1 | 3:3 |     | 0:0 |     |     |     |     | 1:0 |     | 2:0 | 1:0 | 1:1 | 0:0 |     |     | 3:0 |
| Toluca            |     | 7:1 | 1:1 |     | 1:2 |     |     |     |     | 0:1 |     | 0:0 | 4:0 | 2:2 |     | 0:0 |     | 3:1 |
| Veracruz          | 0:1 |     |     | 2:2 | 3:2 |     | 0:1 | 0:1 | 1:0 |     |     |     | 0:0 |     | 1:1 |     |     |     |

Objaśnienia:
¹ Drużyna gospodarzy jest wymieniona po lewej stronie tabeli.
Kolory: niebieski – zwycięstwo gospodarzy, żółty – remis, różowy – zwycięstwo gości

## Faza play-off

### Drabinka
|  | Ćwierćfinały | Ćwierćfinały  | Ćwierćfinały | Ćwierćfinały | Ćwierćfinały |   |   | Półfinały     | Półfinały | Półfinały | Półfinały | Półfinały |  |  | Finał | Finał        | Finał | Finał | Finał |
|  |              |               |              |              |              |   |   |               |           |           |           |           |  |  |       |              |       |       |       |
|  | 1            | Club América  | 2            | 1            | 3            |   |   |               |           |           |           |           |  |  |       |              |       |       |       |
|  | 8            | Tigres UANL   | 2            | 1            | 3            |   |   |               |           |           |           |           |  |  |       |              |       |       |       |
|  | 8            | Tigres UANL   | 2            | 1            | 3            |   |   | Club América  | 1         | 2         | 3         |           |  |  |       |              |       |       |       |
|  |              |               |              |              |              |   |   | Club América  | 1         | 2         | 3         |           |  |  |       |              |       |       |       |
|  |              |               | Toluca       | 2            | 0            | 2 |   |               |           |           |           |           |  |  |       |              |       |       |       |
|  | 4            | Cruz Azul     | Toluca       | 2            | 0            | 2 | 0 | 1             | 1         |           |           |           |  |  |       |              |       |       |       |
|  | 4            | Cruz Azul     |              |              |              |   | 0 | 1             | 1         |           |           |           |  |  |       |              |       |       |       |
|  | 5            | Toluca        | 3            | 1            | 4            |   |   |               |           |           |           |           |  |  |       |              |       |       |       |
|  |              |               |              |              |              |   |   |               |           |           |           |           |  |  |       | Club América | 0     | 1     | 1     |
|  |              |               |              | León         | 2            | 3 | 5 |               |           |           |           |           |  |  |       |              |       |       |       |
|  | 2            | Santos Laguna | 3            | 3            | 6            |   |   |               |           |           |           |           |  |  |       |              |       |       |       |
|  | 7            | Querétaro     | 2            | 1            | 3            |   |   |               |           |           |           |           |  |  |       |              |       |       |       |
|  | 7            | Querétaro     | 2            | 1            | 3            |   |   | Santos Laguna | 1         | 2         | 3         |           |  |  |       |              |       |       |       |
|  |              |               |              |              |              |   |   | Santos Laguna | 1         | 2         | 3         |           |  |  |       |              |       |       |       |
|  |              |               | León         | 3            | 2            | 5 |   |               |           |           |           |           |  |  |       |              |       |       |       |
|  | 3            | León          | León         | 3            | 2            | 5 | 3 | 4             | 7         |           |           |           |  |  |       |              |       |       |       |
|  | 3            | León          |              |              |              |   | 3 | 4             | 7         |           |           |           |  |  |       |              |       |       |       |
|  | 6            | Morelia       | 3            | 0            | 3            |   |   |               |           |           |           |           |  |  |       |              |       |       |       |

### Ćwierćfinały
| 24 listopada 2013 | Tigres UANL                                          | 2:2   | Club América                               |                                                                                                 |
| 17:00             | Pulido 30' · Pizarro 35'                             | (2:1) | 13' Valenzuela · 88' Mosquera              | Estadio Universitario San Nicolás, Nuevo León Widzów: 41 079 Sędzia: Jorge Isaac Rojas Castillo |
| 17:00             | Pizarro 2' · Torres Nilo 13' · Lobos 54' · Palos 81' | (2:1) | 24' Medina · 60' Sambueza · 65' Valenzuela | Estadio Universitario San Nicolás, Nuevo León Widzów: 41 079 Sędzia: Jorge Isaac Rojas Castillo |

| 1 grudnia 2013 | Club América                                             | 1:1   | Tigres UANL                                   |                                                                                                  |
| 17:00          | Jiménez 52'                                              | (0:0) | 57' Pulido                                    | Estadio Azteca m. Meksyk, Distrito Federal Widzów: 49 570 Sędzia: Marco Antonio Rodríguez Moreno |
| 17:00          | Mosquera 20' · Jiménez 41' · Rodríguez 50' · Aguilar 65' | (0:0) | 39', 55' Ayala · 64' Dueñas · 71' Torres Nilo | Estadio Azteca m. Meksyk, Distrito Federal Widzów: 49 570 Sędzia: Marco Antonio Rodríguez Moreno |

| 23 listopada 2013 | Toluca                                      | 3:0   | Cruz Azul                              |                                                                                      |
| 17:00             | Rojas 30' · Pereira 37' (sam.) · Gamboa 78' | (2:0) |                                        | Estadio Nemesio Díez Toluca, Meksyk Widzów: 14 000 Sędzia: Fernando Guerrero Ramírez |
| 17:00             | Rojas 44' · Pinto 60'                       | (2:0) | 48' Formica · 66' Torrado · 83' Castro | Estadio Nemesio Díez Toluca, Meksyk Widzów: 14 000 Sędzia: Fernando Guerrero Ramírez |

| 30 listopada 2013 | Cruz Azul                                                 | 1:1   | Toluca        |                                                                                               |
| 17:00             | Giménez 32' (k.)                                          | (1:0) | 78' Velázquez | Estadio Azul m. Meksyk, Distrito Federal Widzów: 10 000 Sędzia: César Arturo Ramos Palazuelos |
| 17:00             | Torrado 33' · Domínguez 54' · Giménez 71' · Pereira 90+1' | (1:0) | 34' Talavera  | Estadio Azul m. Meksyk, Distrito Federal Widzów: 10 000 Sędzia: César Arturo Ramos Palazuelos |

| 24 listopada 2013 | Querétaro     | 2:3   | Santos Laguna                    |                                                                                         |
| 20:00             | Romo 77', 78' | (0:1) | 14', 51' Quintero · 70' Escoboza | Estadio Corregidora Querétaro, Querétaro Widzów: 19 857 Sędzia: Ricardo Arellano Nieves |

| 1 grudnia 2013 | Santos Laguna                   | 3:1   | Querétaro                                                             |                                                                                      |
| 20:00          | Peralta 46' · Quintero 67', 78' | (0:0) | 55' Romo                                                              | Estadio Corona Torreón, Coahuila Widzów: 22 000 Sędzia: Paul Enrique Delgadillo Haro |
| 20:00          | Quintero 56'                    | (0:0) | 28' Corona · 40' de la Torre · 56' Esqueda · 69' Osuna · 90+1' Corral | Estadio Corona Torreón, Coahuila Widzów: 22 000 Sędzia: Paul Enrique Delgadillo Haro |

| 23 listopada 2013 | Morelia                       | 3:3   | León                                     |                                                                                     |
| 19:00             | Montero 28' · Guzmán 72', 83' | (1:3) | 15' Montes · 21' Boselli · 38' Hernández | Estadio Morelos Morelia, Michoacán Widzów: 20 000 Sędzia: Jorge Antonio Pérez Durán |
| 19:00             | Godínez 53' · Olvera 90+2'    | (1:3) | 81' Loboa · 82' Márquez                  | Estadio Morelos Morelia, Michoacán Widzów: 20 000 Sędzia: Jorge Antonio Pérez Durán |

| 30 listopada 2013 | León                                                 | 4:0   | Morelia                               |                                                                            |
| 20:06             | Burbano 27' · Boselli 56' · Britos 67' · Vázquez 68' | (1:0) |                                       | Estadio León León, Guanajuato Widzów: 28 800 Sędzia: Roberto García Orozco |
| 20:06             | Burbano 53' · Montes 62'                             | (1:0) | 59' Pérez · 64' Zamorano · 84' Olvera | Estadio León León, Guanajuato Widzów: 28 800 Sędzia: Roberto García Orozco |

### Półfinały
| 5 grudnia 2013 | Toluca                     | 2:1   | Club América               |                                                                                      |
| 19:00          | Brizuela 49' · Benítez 55' | (0:1) | 33' Rey                    | Estadio Nemesio Díez Toluca, Meksyk Widzów: 20 500 Sędzia: Fernando Guerrero Ramírez |
| 19:00          | Sinha 34' · Benítez 38'    | (0:1) | 15' Aguilar · 25' Sambueza | Estadio Nemesio Díez Toluca, Meksyk Widzów: 20 500 Sędzia: Fernando Guerrero Ramírez |

| 8 grudnia 2013 | Club América              | 2:0   | Toluca                                               |                                                                                         |
| 17:00          | Mosquera 12' · Molina 84' | (1:0) |                                                      | Estadio Azteca m. Meksyk, Distrito Federal Widzów: 73 030 Sędzia: Roberto García Orozco |
| 17:00          | Aguilar 70'               | (1:0) | 55' Rodríguez · 63' Báez · 89' Sinha · 89' Velázquez | Estadio Azteca m. Meksyk, Distrito Federal Widzów: 73 030 Sędzia: Roberto García Orozco |

| 5 grudnia 2013 | León                                 | 3:1   | Santos Laguna                       |                                                                                    |
| 21:06          | Vázquez 34' · Peña 42' · Arizala 70' | (2:0) | 90+1' Orozco                        | Estadio León León, Guanajuato Widzów: 32 000 Sędzia: César Arturo Ramos Palazuelos |
| 21:06          | Márquez 19'                          | (2:0) | 13' Baloy · 75' Abella · 76' Alanís | Estadio León León, Guanajuato Widzów: 32 000 Sędzia: César Arturo Ramos Palazuelos |

| 8 grudnia 2013 | Santos Laguna                          | 2:2   | León                                                  |                                                                                      |
| 20:00          | Peralta 50' · Rodríguez 90+3'          | (0:0) | 56' Boselli · 88' Peña                                | Estadio Corona Torreón, Coahuila Widzów: 25 000 Sędzia: Paul Enrique Delgadillo Haro |
| 20:00          | Alanís 8' · Crosas 24' · Rodríguez 66' | (0:0) | 32' Vázquez · 57' Montes · 59' Yarbrough · 81' Britos | Estadio Corona Torreón, Coahuila Widzów: 25 000 Sędzia: Paul Enrique Delgadillo Haro |

### Finał
| 12 grudnia 2013 | León                                          | 2:0   | Club América |                                                                                    |
| 20:06           | Peña 10' · Boselli 76'                        | (1:0) |              | Estadio León León, Guanajuato Widzów: 35 000 Sędzia: César Arturo Ramos Palazuelos |
| 20:06           | 40' Sambueza · 78' Rodríguez · 90+2' Mosquera | (1:0) |              | Estadio León León, Guanajuato Widzów: 35 000 Sędzia: César Arturo Ramos Palazuelos |

| 15 grudnia 2013 | Club América                                | 1:3   | León                                       |                                                                                         |
| 18:00           | González 42' (sam.)                         | (1:1) | 12' Boselli · 51' González · 72' Hernández | Estadio Azteca m. Meksyk, Distrito Federal Widzów: 96 676 Sędzia: Roberto García Orozco |
| 18:00           | Sambueza 24' · Mosquera 24' · Rodríguez 54' | (1:1) | 50' Yarbrough · 67' Arizala                | Estadio Azteca m. Meksyk, Distrito Federal Widzów: 96 676 Sędzia: Roberto García Orozco |

Skład mistrza:
- Bramkarze: William Yarbrough (23/–21)
- Obrońcy: Jonny Magallón (23/0), Ignacio González (21/1), Edwin Hernández (20/1), Rafael Márquez (20/1, kapitan), Fernando Navarro (8/0), Onay Pineda (3/0), Arturo Ortíz (3/0), Luis Delgado (3/0), Juan Carlos Pineda (1/0)
- Pomocnicy: José Juan Vázquez (23/2), Hernán Burbano (22/3), Carlos Peña (20/5), Elías Hernández (20/1), Eisner Loboa (19/0), Luis Montes (15/3), Aldo Rocha (7/0)
- Napastnicy: Matías Britos (23/3), Mauro Boselli (21/16), Franco Arizala (18/3), Mauricio Castañeda (8/2), Jorge Calderón (1/0)
- Trener: Gustavo Matosas

Objaśnienia: (mecze/gole), w przypadku bramkarzy (mecze/przepuszczone gole)

## Statystyki
| Lp | Zawodnik            | Klub          | Gole |
| -- | ------------------- | ------------- | ---- |
| 1  | Pablo Velázquez     | Toluca        | 12   |
| 2  | Mauro Boselli       | León          | 11   |
| 3  | Humberto Suazo      | Monterrey     | 10   |
| 4  | Oribe Peralta       | Santos Laguna | 9    |
| 5  | Héctor Mancilla     | Morelia       | 8    |
| 5  | Ángel Reyna         | Veracruz      | 8    |
| 7  | Raúl Jiménez        | Club América  | 7    |
| 7  | Rafael Márquez Lugo | Guadalajara   | 7    |
| 7  | Alan Pulido         | Tigres UANL   | 7    |
| 7  | Fidel Martínez      | Tijuana       | 7    |
| 7  | Matías Alustiza     | Puebla        | 7    |
| 7  | Carlos Ochoa        | Chiapas       | 7    |

| Lp | Zawodnik               | Klub          | Asysty |
| -- | ---------------------- | ------------- | ------ |
| 1  | Carlos Darwin Quintero | Santos Laguna | 9      |
| 2  | Sinha                  | Toluca        | 8      |
| 3  | Esteban Paredes        | Querétaro     | 6      |
| 4  | Héctor Mancilla        | Morelia       | 5      |
| 5  | Franco Arizala         | León          | 4      |
| 5  | Edgar Benítez          | Toluca        | 4      |
| 5  | Wilberto Cosme         | Querétaro     | 4      |
| 5  | José María Cárdenas    | Morelia       | 4      |
| 5  | Damián Álvarez         | Tigres UANL   | 4      |
| 5  | Elías Hernández        | León          | 4      |
| 5  | Alfredo Moreno         | Puebla        | 4      |
| 5  | Aldo Leão Ramírez      | Morelia       | 4      |

| Lp | Zawodnik           | Klub          | Mecze | P. gole | Średnia |
| -- | ------------------ | ------------- | ----- | ------- | ------- |
| 1  | Moisés Muñoz       | Club América  | 13    | 8       | 0,62    |
| 2  | Alfredo Talavera   | Toluca        | 14    | 11      | 0,79    |
| 3  | William Yarbrough  | León          | 17    | 14      | 0,82    |
| 4  | Jesús Corona       | Cruz Azul     | 14    | 14      | 1,00    |
| 4  | Óscar Pérez        | Pachuca       | 17    | 17      | 1,00    |
| 6  | Edgar Hernández    | Querétaro     | 17    | 19      | 1,12    |
| 7  | Enrique Palos      | Tigres UANL   | 15    | 17      | 1,13    |
| 8  | Oswaldo Sánchez    | Santos Laguna | 17    | 20      | 1,18    |
| 9  | Jorge Villalpando  | Puebla        | 17    | 21      | 1,24    |
| 9  | Alejandro Palacios | Pumas UNAM    | 17    | 21      | 1,24    |

Objaśnienia:
Wszystkie statystyki dotyczą tylko osiągnięć z regularnego sezonu (bez play-offów). W przypadku bramkarzy uwzględniono jedynie tych zawodników, którzy wystąpili w ponad połowie meczów (przynajmniej 9 rozegranych spotkań).

### Hat tricki
| Kolejka | Data             | Zawodnik          | Klub     | Wynik | Przeciwnik | Gole |
| ------- | ---------------- | ----------------- | -------- | ----- | ---------- | ---- |
| 1       | 19 lipca 2013    | Darío Benedetto   | Tijuana  | 3:3   | Atlas      | 3    |
| 2       | 26 lipca 2013    | Jefferson Montero | Morelia  | 3:4   | Toluca     | 3    |
| 2       | 27 lipca 2013    | Ángel Reyna       | Veracruz | 4:2   | Atlante    | 3    |
| 6       | 17 sierpnia 2013 | Pablo Velázquez   | Toluca   | 4:0   | Chiapas    | 3    |
| 17      | 9 listopada 2013 | Mauro Boselli     | León     | 5:0   | Tijuana    | 4    |

## Nagrody

### Tygodniowe
| 1          | Darío Benedetto        | Tijuana       | Vicente Matías Vuoso | Atlas         | Yosgart Gutiérrez  | Atlante       |
| 2          | Ángel Reyna            | Veracruz      | Daniel Ludueña       | Pachuca       | Óscar Pérez        | Pachuca       |
| 3          | Ángel Reyna            | Veracruz      | Miguel Layún         | Club América  | William Yarbrough  | León          |
| 4          | Héctor Mancilla        | Morelia       | Héctor Mancilla      | Morelia       | Oswaldo Sánchez    | Santos Laguna |
| 6          | Pablo Velázquez        | Toluca        | Sinha                | Toluca        | Edgar Hernández    | Querétaro     |
| 7          | Luis Ángel Mendoza     | Club América  | Joao Rojas           | Cruz Azul     | Alejandro Palacios | Pumas UNAM    |
| 8          | Luis Gabriel Rey       | Club América  | Matías Alustiza      | Puebla        | Edgar Hernández    | Querétaro     |
| 9          | Guillermo Allison      | Cruz Azul     | Omar Bravo           | Atlas         | Yosgart Gutiérrez  | Atlante       |
| 10         | Mauro Cejas            | Santos Laguna | Mauro Cejas          | Santos Laguna | William Yarbrough  | León          |
| 11         | Guillermo Madrigal     | Monterrey     | Luis Montes          | León          | Jesús Corona       | Cruz Azul     |
| 12         | Raúl Nava              | Toluca        | Raúl Nava            | Toluca        | Miguel Pinto       | Atlas         |
| 13         | Rubens Sambueza        | Club América  | Daniel Arreola       | Pachuca       | Moisés Muñoz       | Club América  |
| 14         | Alan Pulido            | Tigres UANL   | Walter Erviti        | Atlante       | Óscar Pérez        | Pachuca       |
| 15         | Rubens Sambueza        | Club América  | Leandro Gracián      | Querétaro     | Óscar Pérez        | Pachuca       |
| 16         | Humberto Suazo         | Monterrey     | Humberto Suazo       | Monterrey     | Miguel Pinto       | Atlas         |
| 17         | Mauro Boselli          | León          | Daniel Ramírez       | Pumas UNAM    | Federico Vilar     | Morelia       |
| 1/4 finału | Carlos Darwin Quintero | Santos Laguna | José Juan Vázquez    | León          | William Yarbrough  | León          |

Źródło: MedioTiempo (hiszp.)

### Sezonowe
Nagrody za sezon Apertura 2013 przyznał jeden z najpopularniejszych dzienników sportowych w Meksyku – Récord, dwa dni po spotkaniu finałowym. Oprócz poniższych nagród indywidualnych przyznano także wyróżnienie dla najpiękniej grającej drużyny, które otrzymał León, jak również wybrano najlepszy mecz sezonu; ta nagroda przypadła ćwierćfinałowej konfrontacji Morelii z Leónem (3:3).

#### Jedenastka sezonu
| Bramkarz                    | Obrońcy | Pomocnicy                                                                                                | Napastnicy                                    |
| --------------------------- | --- | --- | --------------------------------------------- |
| Moisés Muñoz (Club América) | Miguel Layún (Club América) Aquivaldo Mosquera (Club América) Rafael Márquez (León) Óscar Ricardo Rojas (Toluca) | Rubens Sambueza (Club América) Juan Carlos Medina (Club América) Carlos Peña (León) Matías Britos (León) | Pablo Velázquez (Toluca) Mauro Boselli (León) |

#### Wyróżnienia indywidualne
- Piłkarz sezonu:  Carlos Peña (León)
- Bramkarz sezonu:  Moisés Muñoz (Club América)
- Odkrycie sezonu:  José Abella (Santos Laguna)
- Rewelacja sezonu:  Alan Pulido (Tigres UANL)
- Powrót sezonu:  Rafael Márquez (León)
- Trener sezonu:  Gustavo Matosas (León)
- Najlepszy sędzia:  César Arturo Ramos Palazuelos
- Gol sezonu:  Daniel Ludueña (Pachuca, vs Tigres UANL, 27 lipca 2013, 2. kolejka)
- Parada sezonu:  Alfredo Talavera (Toluca, vs Club América, 5 grudnia 2013, 1/2 finału)